# 劉夢煒
劉夢煒（？年—1632年），號又綱，河南汝宁府光山县人。明末官员。

## 生平
天啓七年（1627年）丁卯科河南乡试舉人，崇祯四年（1631年）辛未科进士。兵部观政，授三河县知县。先前有押解饷银经过三河县，被盗贼劫去五千餘兩，崇禎帝下旨让县令赔补，劉夢煒剛到任不久，俸禄微薄，因此憂懼無措，遂自缢于县衙后居所。